# Likstol
Likstol, förut kallad likstod och själagåva, var en avgift i Sverige som betalades till prästen för en begravning/jordfästning. Avgiften var anpassad efter den avlidnes ekonomiska situation. Den kunde utgöras av en ko, likstolsko, om det fanns minst sex kor i hemmanet. I annat fall betalades avgiften i kontanter, 1-2 daler silvermynt. Det förekom att kon fördes med till kyrkogården i likprocessionen. 
Likstol omnämns redan på 1300-talet. Det kom flera förordningar, som svar på att många inte erlade avgiften. 1681 fastställdes det ovan angivna värdet. Under 1800-talet ersattes likstolen successivt med kontanta avgifter och avskaffades helt genom prästlönereformen 1910.